# Couhé
 Couhé  es una población y comuna francesa, en la región de Poitou-Charentes, departamento de Vienne, en el distrito de Montmorillon y cantón de Couhé.

## Demografía
| 1948 | 1897 | 1906 | 1806 | 1734 | 1783 |
| Para los censos de 1962 a 1999 la población legal corresponde a la población sin duplicidades (Fuente: INSEE [Consultar]) |      |      |      |      |      |